# Richard Foulkes
Richard Foulkes (sinh năm 1902) là một cầu thủ bóng đá người Anh thi đấu ở vị trí right half.

## Sự nghiệp
Sinh ra ở Castleford, Foulkes thi đấu cho Frickley Colliery, Bradford City và Bournemouth.
Đối với Bradford City ông có 35 lần ra sân ở Football League; ông cũng có 3 lần ra sân ở Cúp FA.